# Geschichte der Cottbuser Parkeisenbahn

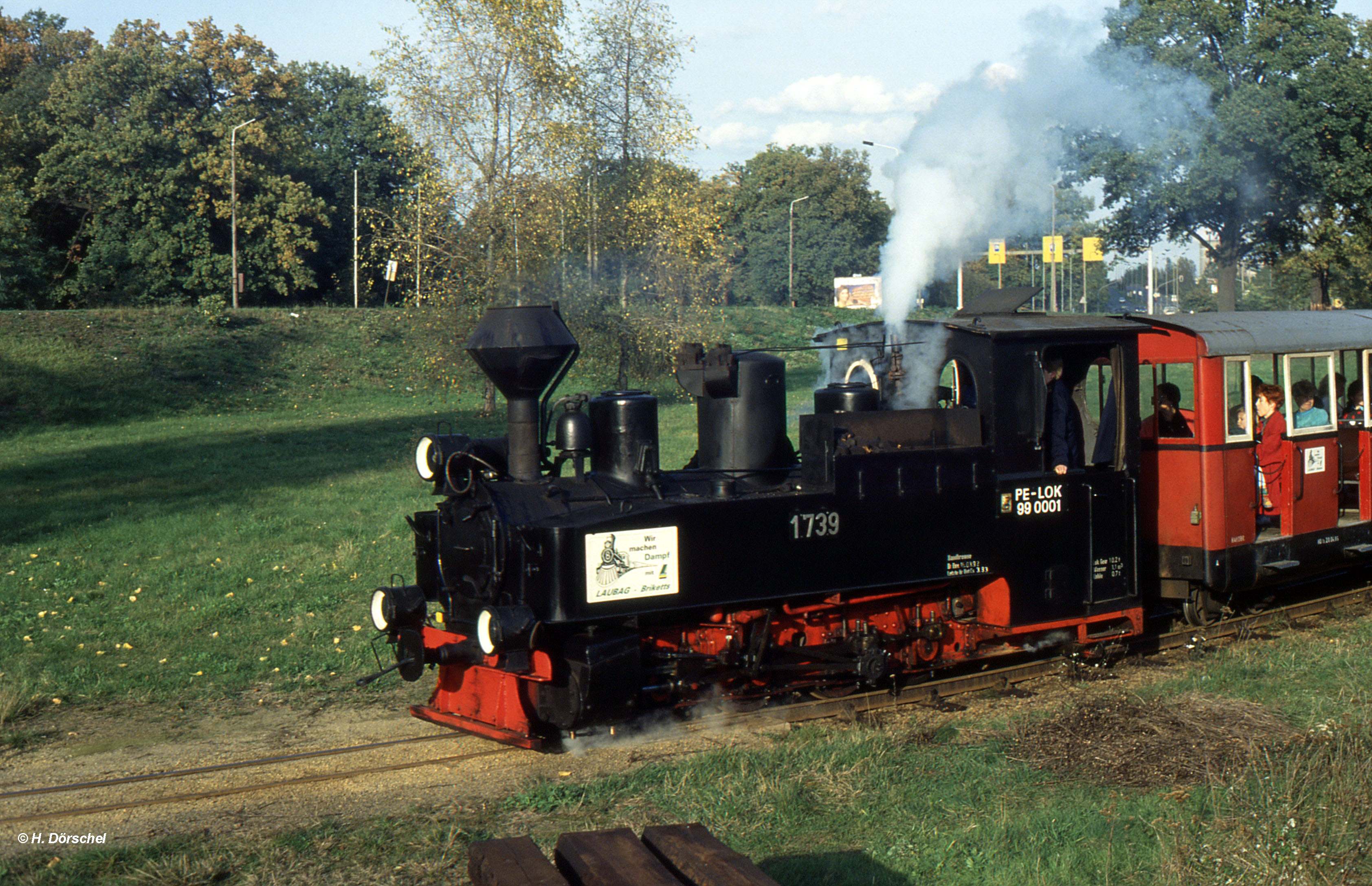
Brigadelok 99 0001 der Parkeisenbahn Cottbus, 2004

Die Cottbuser Pioniereisenbahn ist eine lokale Eisenbahn, die 1952 auf Beschluss des Rates der Stadt Cottbus gegründet und im Laufe der folgenden Jahre ausgebaut wurde. Gedacht war sie als Freizeitvergnügen für Kinder und um Kinder auf einen Beruf bei der Reichsbahn vorzubereiten. Heute ist sie, auch nach ihrer Umbenennung in Cottbuser Parkeisenbahn im Jahr 1991, ein touristischer Anziehungspunkt der Stadt Cottbus.

## Geschichte

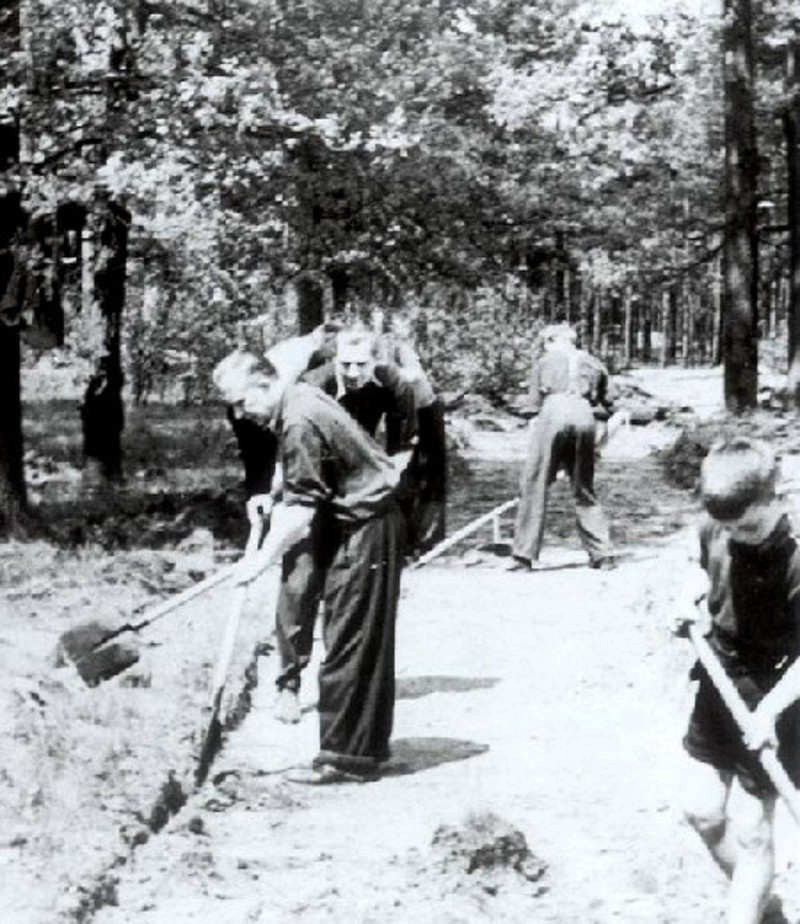
Bauarbeiten 1954

Auf Beschluss des Rates des Bezirks Cottbus wurde 1952 mit der Planung für den Bau einer Pioniereisenbahn am Rande der Stadt begonnen, am 30. Mai 1953 war die Gründung der Arbeitsgemeinschaft junger Eisenbahner, und im Winter begannen erste Schulungen der Kinder für den Betrieb der Pioniereisenbahn. Am 24. Mai 1954 begann die Vorbereitung der Strecke im Rahmen des Nationalen Aufbauwerkes. Es wurde die Spurweite von 600 Millimeter gewählt, weil Lok und Wagen von der Waldeisenbahn Bad Muskau übernommen werden sollten. Der Bahnhof war ein Blockhausbau und wurde von der Bauunion errichtet, das Material spendete die Forstwirtschaft. Eine Halle aus Kriegszeiten diente als Lokschuppen.
Am 1. Juni 1954 zum Kindertag wurde der Probebetrieb vom Bahnhof „Freundschaft“ zum Vorpark aufgenommen. Den Zug bildeten eine 36 Jahre alte Heeresfeldlok mit vier offenen Personenwagen, die mit einem Holzdach versehen waren. Am 5. Juni war offizielle Übergabe durch Herbert Rothe, RAW-Direktor (Reichsbahnausbesserungswerk Cottbus), an die Arbeitsgemeinschaft „Junge Pioniereisenbahner“. Nach einer ersten Verlängerung ging die Route über 1,1 km vom Eliaspark entlang der Kiekebuscher Straße bis zum Tierpark.

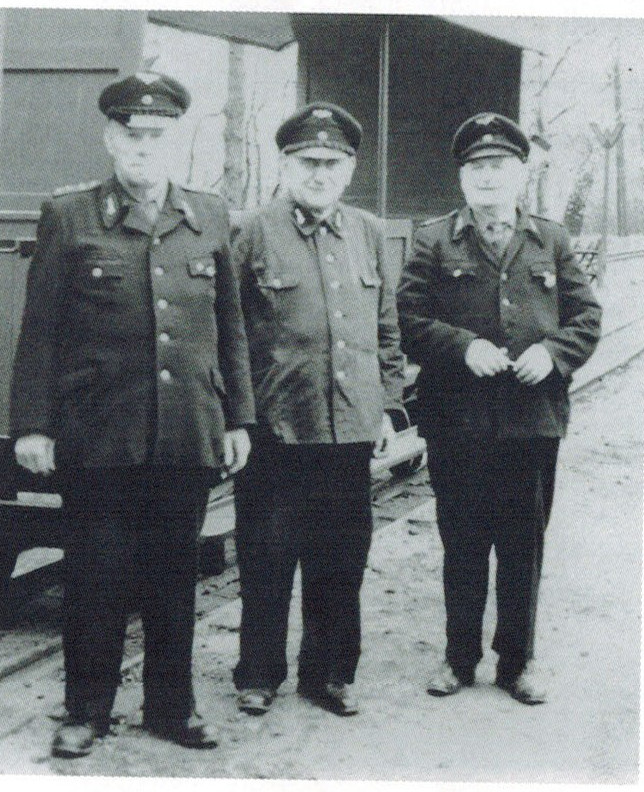
Die erste Lokbesatzung, von li.: Herrmann Bett, Robert Müller und Josef Nickel
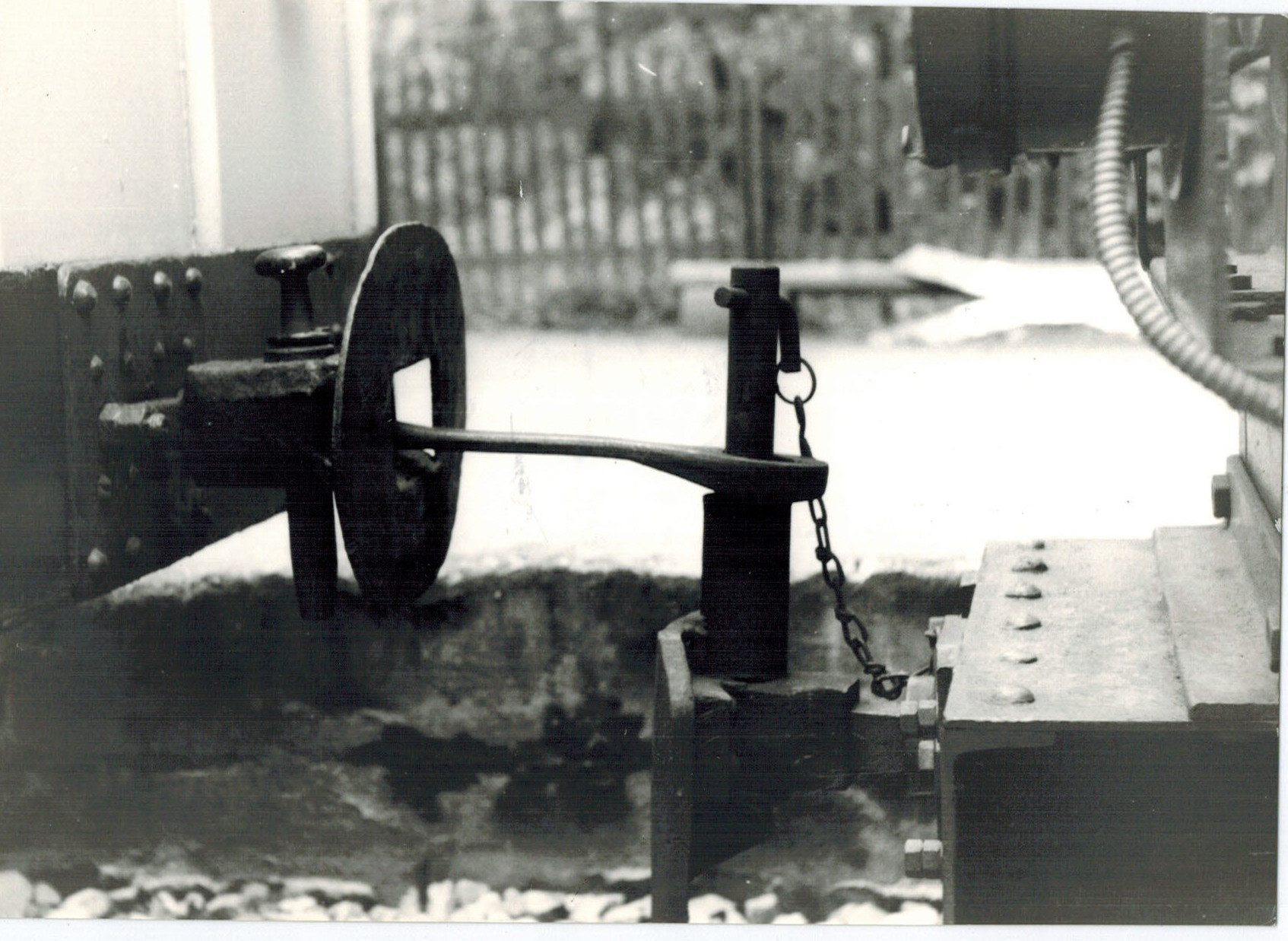
Selbst gebaute Kupplungsverbindung
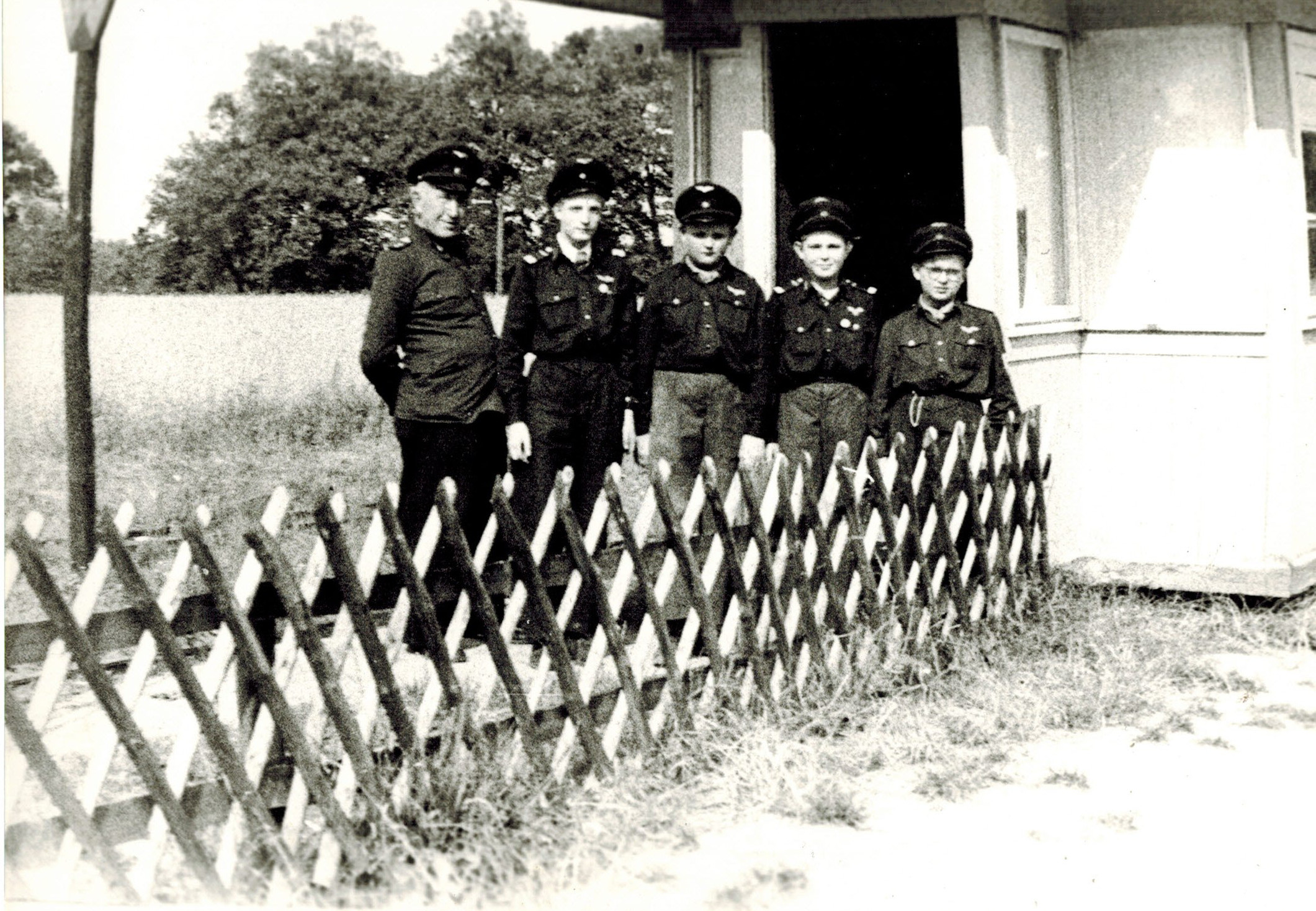
Pioniereisenbahner vor dem ersten Bahnhof
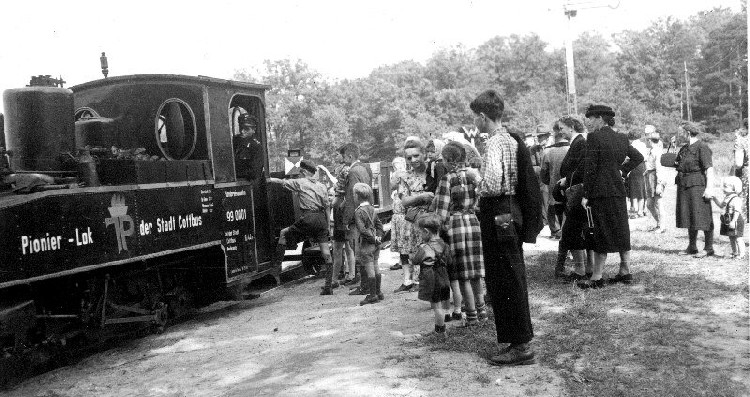
Die Leute bestaunen den eingefahrenen Zug

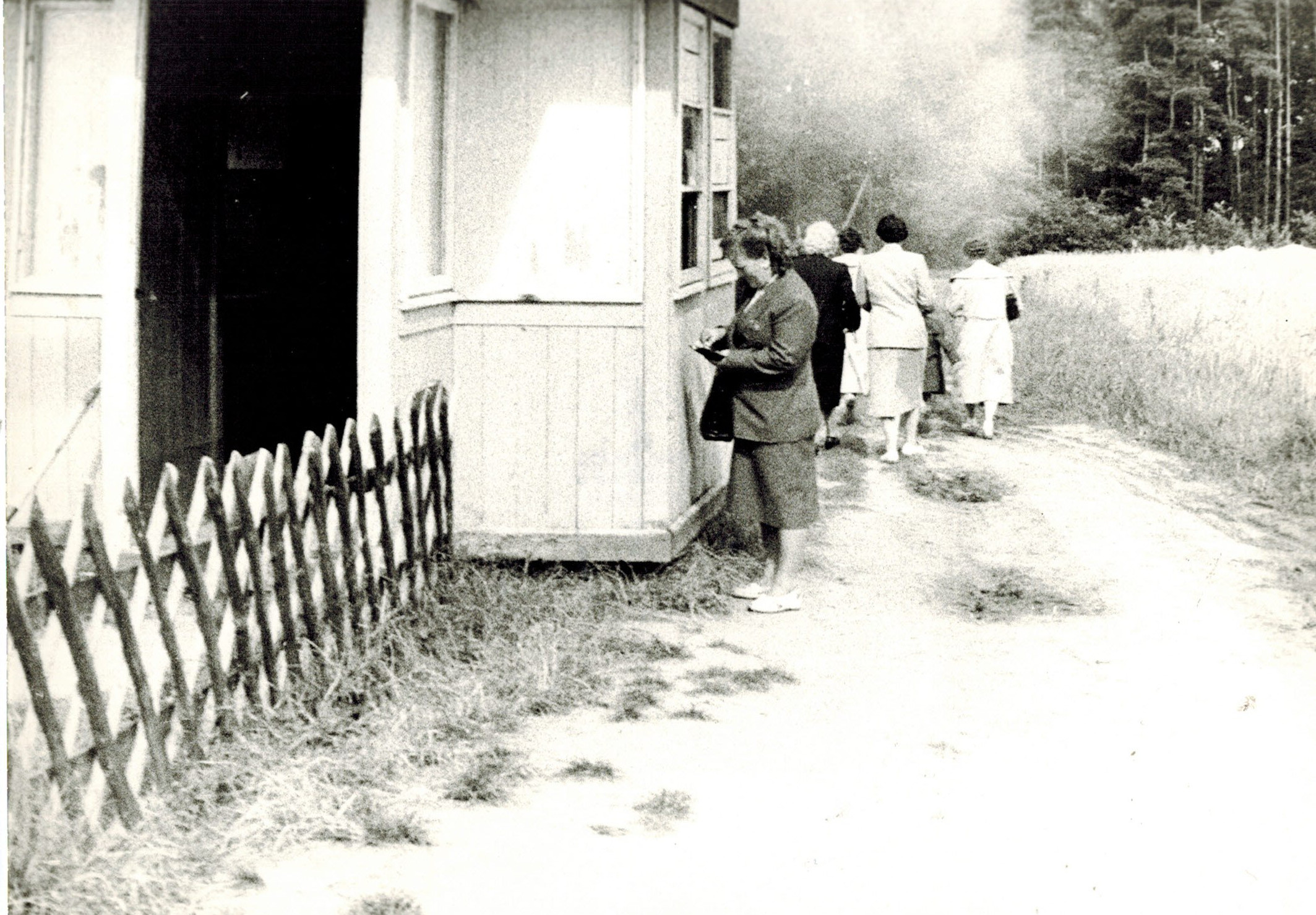
Fahrkartenverkauf am Bahnhof „Tierpark“
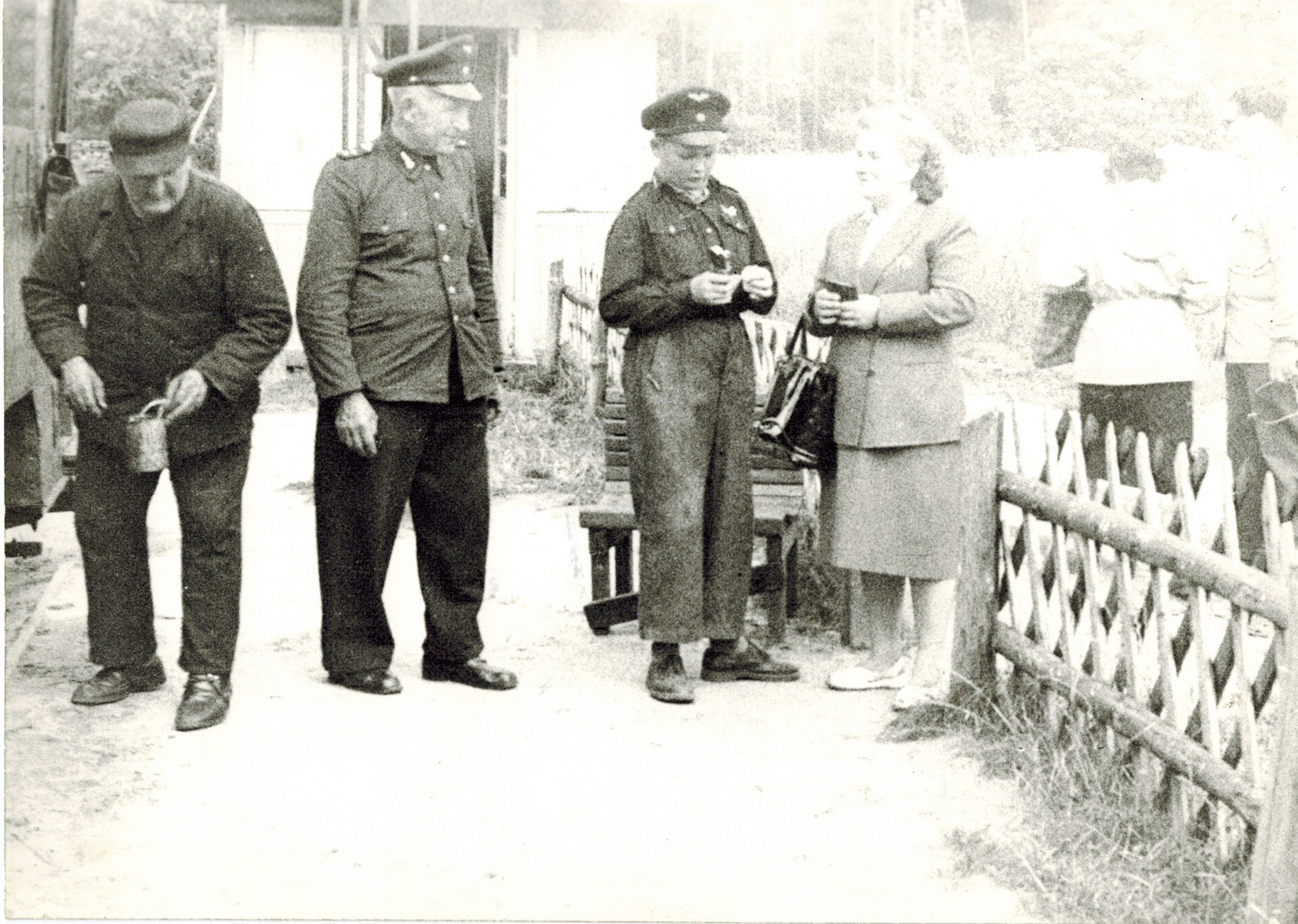
Fahrkartenkontrolle am Bahnhof „Tierpark“

Am 13. Januar 1956 fand eine erfolgreiche Streckenbegehung durch Vertreter der Stadt, der Pionierorganisation und der Deutschen Reichsbahn, wegen der Weiterführung der Strecke bis zur Gaststätte „Friedenseiche“, statt. Zu Saisonbeginn bekamen die Pioniere neue Uniformen mit Schulterstücken und Dienstmützen durch die Beschäftigten der Konsum Bekleidungswerke. Als Jugendobjekt zu Ehren des 5. Parteitags der SED begann 1957 der Verlängerungsbau vom Bahnhof „Tierpark“ zum künftigen Bahnhof „Friedenseiche“. Der Bahnhof „Tierpark“ wurde um etwa 100 Meter an den heutigen Standpunkt verlegt. Der einstige HO-Kiosk und das Schrankenpostenbretterhäuschen dienten weiterhin als Bahnhofsgebäude.
Am 10. Juli erfolgte die Einweihung. Die Pioniereisenbahn befuhr eine Strecke von insgesamt 2,1 Kilometer. Die Geschwindigkeit lag (wie noch heute) bei 20 km/h. Vier umgebaute Personenwagen und die erste Diesellok kamen von der Waldeisenbahn Bad Muskau. Die Lok sollte vorher wegen eines Getriebeschaden in Dessau repariert werden, wurde aber dort verschrottet. Dafür kam aus Dessau die Diesellok Lok 02 nach Cottbus. Die Raketenverkleidung der Lok wurde vor der Lieferung aus Dessau abgebaut. Die ersten Wagen waren komplett aus Holz und wurden später auf Metallverkleidungen umgebaut.
Bis 1960 wechselten die Leiter der Pioniereisenbahn beinahe jede Saison. Ab 1961 bis 1992 war Bodo Kopetzki Leiter der Pioniereisenbahn. Der gelernte Tischler musste sich später im Fernstudium als Lehrer ausbilden lassen, da eine pädagogische Ausbildung für die Leitung der Pioniereisenbahner vorausgesetzt wurde. Zu Saisonbeginn am 1. Mai wurde die Strecke täglich außer montags befahren.
Fahrkartenpreise
| vom Bahnhof „Freundschaft“ bis Bahnhof „Tierpark“      | 30 Pfennig für Erwachsene | 15 Pfennig für Kinder und Rentner |
| vom Bahnhof „Freundschaft“ bis Bahnhof „Friedenseiche“ | 50 Pfennig für Erwachsene | 25 Pfennig für Kinder und Rentner |
| vom Bahnhof „Tierpark“ bis Bahnhof „Friedenseiche“     | 10 Pfennig                |                                   |
1965 wurde mit Unterstützung der Deutschen Reichsbahn der Bahnhof „Tierpark“ signaltechnisch ausgebaut.
Von 1965 bis 1968 wurde die Bahnhofsanlage am Tierpark umgestaltet. Dies bezog sich aber nur auf den technischen Bereich wie Weichen, Signale, Hebelbank und Schranke. Die drei Holzbuden wurden durch ein neues Gebäude ersetzt, das vom Entwurf- und Vermessungsbüro Cottbus geplant wurde. Besonderheit war, dass das Gebäude um die inneren technischen Anlagen herum gebaut wurde. Der Vorteil hierbei, es brauchten keine Änderungen der Technik vorgenommen werden. Es gab einen Dienstraum, einen Unterrichtsraum, einen Raum für die Leitung der Eisenbahn, Nebenräume und ab 1968 einen Warteraum für die Reisenden. Am Bahnhof „Freundschaft“ wurde ein viertes Gleis gebaut. Von der Berliner Pioniereisenbahn kamen vier geschlossene Wagen. Die nächste Diesellok kam aus Johannesthal bei Babelsberg, die später wegen Getriebeschadens ausgemustert werden musste. 1973 wurde diese ausgemusterte Lok aus Cottbus auf einem Berliner Kinderspielplatz aufgestellt.

### 1969 bis 1978

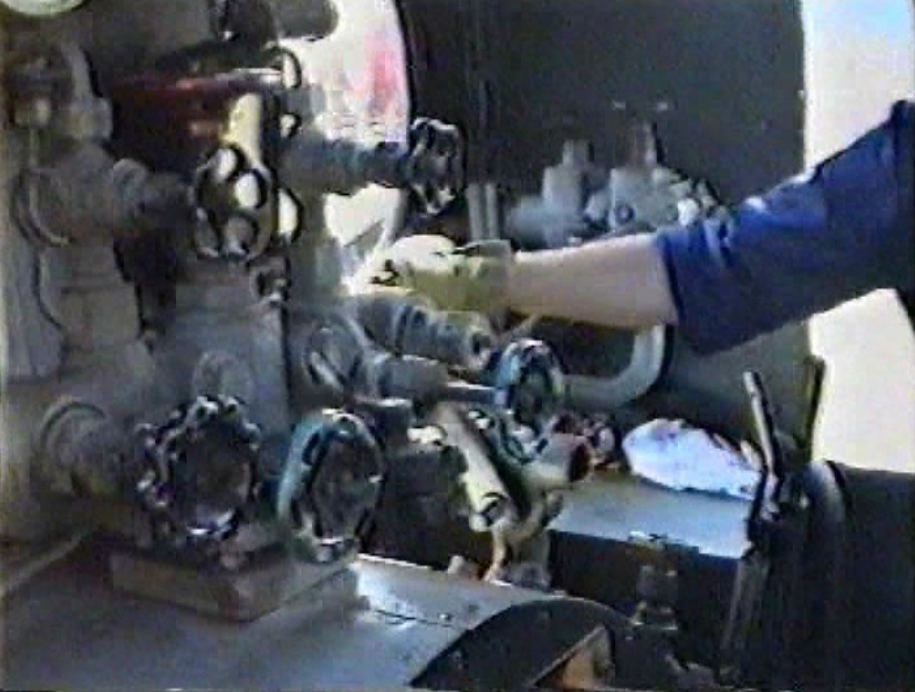
Blick in den Führerstand von Dampflok 99 0001, der ersten Lok der Cottbuser Pioniereisenbahn.

Am 3. April kam eine weitere Dampflok von der Waldeisenbahn Bad Muskau, die ein Jahr später zur Saison 1970 eingesetzt wurde. Es war eine Schlepptender-Dampflok. Bei der Ankunft wurde ihr spontan der Spitzname „Puffer Billy“ verpasst. Außerdem wurde ein Güterwagen übernommen, der später als Gepäckwagen umgebaut wurde. Am Bahnhof „Friedenseiche“ wurde eine Schranke gebaut. Im Bahnhof „Freundschaft“ wurde der erste Fahrkartendrucker in Betrieb genommen.
1970 knüpften die Cottbuser Pioniereisenbahner Kontakte zu ausländischen Partnern an. Begonnen hatte das mit der ungarischen Parkeisenbahn in Budapest, Ende der 1970er Jahre kam Saporoshje in der Ukraine dazu. Bis 1972 fuhr die Eisenbahn nur Mittwoch, Samstag und Sonntag, in der Regel waren dann zehn bis zwölf Pioniere pro Einsatztag anwesend.
Am 16. April 1972 war Übergabe des neuen Bahnhofsgebäudes am Tierpark. Im Herbst begannen die Arbeiten für eine Wendeschleife am Bahnhof „Friedenseiche“. Zu Saisonbeginn 1973 war die Wendeschleife zwar fertig. Da die Schleife aber zu klein konzipiert war und die Züge oft entgleisten, ging der alte Pendelbetrieb weiter. Erst vier Jahre später wurde durch eine Gleisbaufirma eine größere Wendeschleife im Radius von 60 Metern geschaffen. Die Arbeiten endeten 1978. Der Bahnhof „Tierpark“ wurde von einem manuellen auf ein mechanisches Stellwerk umgerüstet. Ein Zug (Lok und acht gedeckte Personenwagen) kam von der Berliner Pioniereisenbahn. Der Bahnhof „Tierpark“ wurde in Bahnhof „Zoo“ umbenannt, am Bahnhof „Tierpark“ wurden die Bahnsteige verlängert.

#### Dienst der Pioniereisenbahner
Der Dienst der Pioniereisenbahner lief nach strengen Regeln ab. Es gab Brigadeeinteilungen und Fahrpläne, an die sich die Pioniere halten mussten. Jeder Pioniereisenbahner hatte ein Heft der Arbeitsgemeinschaft, in dem Punkte eingetragen wurden. Fünf Punkte an einem Einsatztag war die Höchstzahl. Hatte ein Eisenbahner vergessen, seine Mütze aufzusetzen, gab es einen Punkt Abzug. Am Monatsende wurden die Besten ausgezeichnet. An den Schulterstücken der Uniform konnte man ersehen, wie lange ein Eisenbahner dabei war. Jedes Jahr kam ein Balken dazu. Nach drei Jahren war man Unterassistent. Im vierten Jahr waren die Schulterstücke goldumrandet und man durfte als Assistent den Bahnhofsdienst versehen. Die Einteilung der Brigaden war Aufgabe der Frauen der festen Belegschaft. Sie planten den Dienst meist für die ganze Saison. Die Verpflegung der Pioniere wurde vom Rat des Bezirkes Cottbus bezahlt.

### 1974 bis 1990
1974 wurde durch den Bau des Stadtringes eine Verlegung der Strecke notwendig. Die Strecke verlief jetzt am Stadion entlang, durch einen eigens neu geschaffenen Tunnel und mündete danach links wieder in die vorhandene Strecke. 1978 wurde die Strecke zwischen Bahnhof „Zoo“ und Bahnhof „Friedenseiche“ rekonstruiert. Das Material lieferte die Waldeisenbahn Bad Muskau. Fertiggestellt wurde die größere Wendeschleife von 60 Metern. Der Wagenschuppen am Bahnhof „Freundschaft“ wurde um- und ausgebaut, Fenster eingebaut und eine Heizung installiert.
Das 25-jährige Bestehen der Pioniereisenbahn wurde groß gefeiert. Die Pioniereisenbahner bedankten sich mit einem Gedicht.
Die Dampflok 01 diente als Drehort für „Clown Ferdinand“ im DDR-Fernsehen (Clown Ferdinand rettet die Sonne). Gedreht wurde am Bahnhof „Zoo“.
Die Dampflok 01 wurde Publikumsliebling. So stand sie 1979 beim Stadtfest von Cottbus angeheizt auf dem Parkplatz des „konsument“-Warenhauses. Die Deutsche Post richtete am 8. Juni 1979 eine Zweigstelle am Bahnhof „Freundschaft“ ein. Nur an diesem Tag gab es einen Sonderstempel zu Ehren des zweijährigen Jubiläums.
1984 wurde das 30-jährige Bestehen der Pioniereisenbahn gefeiert.
Ab 1986 gab es Vorgespräche zwischen der Reichsbahn und dem Rat der Stadt Cottbus, die Pioniereisenbahn so umzubauen, dass sie zur Lehrlingsausbildung genutzt werden konnte. Ein Relaisraum entstand und ein mechanisches Stellwerk mit Gleisbildpult wurde im Bahnhof „Friedenseiche“ eingebaut. Ein verschlossener Schaltschrank im Dienstraum diente dazu, „Störungen“ im Fahrbetrieb zu simulieren. Dies diente der Schulung der Pioniereisenbahner und der Lehrlinge der Deutschen Reichsbahn und war damals einmalig in der DDR. Am 18. September nahmen Vertreter der Reichsbahndirektion die Anlage in Betrieb. Das Empfangsgebäude am Bahnhof „Friedenseiche“ wurde baulich erweitert. Ein Brigadewagen von der Muskauer Eisenbahn, der zum Arbeitswagen umgerüstet wurde, konnte übernommen werden. 1987 wurden elektromechanische Stellwerke in den Bahnhöfen „Zoo“ und „Friedenseiche“ eingebaut. Die Abfahrt der Züge musste dem jeweils anderen Bahnhof nicht mehr telefonisch mitgeteilt werden. Am 18. November 1988 erfolgte die Inbetriebnahme eines original mechanischen Stellwerks der Deutschen Reichsbahn am Bahnhof „Friedenseiche“.

### Die Parkeisenbahn
Nach der Wende 1990 gab es Überlegungen, die Pioniereisenbahn über die Treuhand abzuwickeln. Der alte Namen „Pioniereisenbahn“ galt jetzt nicht mehr als zeitgemäß. Gegen den Wunsch der Mitarbeiter wurde die Bahn trotzdem in „Parkeisenbahn“ umbenannt. Das Kürzel PE für Pionier-Eisenbahn und Park-Eisenbahn blieb bestehen. Am 18. Juni 1991 wurde der Verein zur Förderung der Cottbuser Parkeisenbahn e.V. gegründet. Betrieben wurde die Bahn nun vom „Freizeit und Bäderbetrieb“.
Im Oktober zu Saisonende befuhr die Bahn letztmals die Strecke vom Bahnhof „Freundschaft“ aus. Umfangreiche Baumaßnahmen in Vorbereitung auf die Bundesgartenschau begannen, und das Gelände vom Eliaspark bis Zoo musste umgestaltet werden. Bis 1995 verschwanden die Gleisanlagen, Lokschuppen und Unterstände am Bahnhof „Freundschaft“. Nur das Bahnhofsgebäude blieb stehen. Die Bahn erhielt eine neue Streckenführung, zwei neue Bahnhöfe und einen Haltepunkt. Die Linie sollte vom neuen Bahnhof „Sandower Dreieck“ parallel der Reichsbahnstrecke, über die Willy-Brandt-Straße, am Stadion und neuen Bahnhof „Messe“ entlangführen. Nach der Durchquerung des Tunnels verlief die Strecke über das BUGA-Gelände und mündete vor dem Haltepunkt „Glück Auf“ in die vorhandene Strecke. In dieser Zeit pendelten die Züge nur zwischen den Bahnhöfen „Zoo“ und „Friedenseiche“. Im Sommer des folgenden Jahres konnte die Bahn bereits bis zum neuen Bahnhof „Messe“ fahren. Am Ende der Bauzeit hatte die neue Strecke eine Länge von 3,2 Kilometer.
1994 begannen die Baumaßnahmen für die neue Anlage am Sandower Dreieck. Am Bahnhof „Messe“ konnte Richtfest gefeiert werden. In dem Jahr wurde eine aufbereitete Diesellok von der Waldeisenbahn Bad Muskau gekauft, zwei Triebköpfe und zehn Wagen wurden der Cottbuser Parkeisenbahn von der Stadt Essen geschenkt, fünf Wagen gingen aber später wieder zurück. 1995 wurde der Bahnhof „Freundschaft“ stillgelegt.
Am 28. März erfolgte die offizielle Übergabe der neuen Anlagen am Sandower Dreieck. Dazu gehörten die Lok- und Wagenhalle und das Empfangsgebäude mit Stellwerk, Dienstraum, Büro, Umkleide- und Sanitärbereich sowie einer Gaststätte. Bei der ersten Probefahrt kam es zu einem
großen Besucheransturm, und die BUGA sorgte für das erfolgreichste Jahr in der Geschichte der Parkeisenbahn, über 600.000 Fahrgäste wurden befördert.

### 1996 bis 2009
1996 fand das zweite Feldbahntreffen aus Anlass des 100. Geburtstag der in Ursprungsfarbe grün lackierten Lok „Arnim“ statt. Kuriose Fahrzeuge wie ein Schienenfahrrad und Schienenmopeds waren auf der Veranstaltung zu sehen. 1998 wurde ein zusätzlicher Haltepunkt an den „Messehallen“ eingerichtet. Der Kaffeewagen „Pyramidenexpress“ rollte ab Saisonbeginn jeweils an den Wochenenden über die Strecke. Später wurde er in „Salonwagen“ umbenannt. Seit 2002 kommt der Wagen wieder bei Sonderfahrten zum Einsatz.
Am 1. Juni 1999 feierte die Parkeisenbahn den 45. Geburtstag. Aus diesem Anlass fand das dritte Feldbahntreffen statt. 6000 Besucher bestaunten mehr als 20 Fahrzeuge. Eine Modellparkeisenbahn war zu sehen. 2002 übernahm der Förderverein die Gaststätte „Lokomotive“ am Sandower Dreieck als Vereinsgaststätte. Außerhalb der Saison dienen die Räume zu Schulungen und Versammlungen. 2003, zum Beginn des Stadionausbaus, musste die Strecke um zehn Meter in Richtung Eliaspark verlegt werden. Seitdem liegen die Bahnsteige etwa 50 Meter vom Bahnhofsgebäude versetzt.
Knappe Kassen führten zur Gründung einer Aktion „Agktie“ in Anlehnung des Begriffs an die Bankenwelt. Mitarbeiter des Märkischen Boten sammelten auf diese Weise durch Herausgabe einer symbolischen Aktie im Wert von 10, 50, 100 und 500 Euro Geld für die Reparatur des Kesselraumes der Dampflok 01, die seit 1954 im Dienst stand. Im Oktober war die Lok 01 wieder einsatzbereit.
2004 wurde die Bahnstrecke vom Haltepunkt „Glückauf“ bis Bahnhof „Friedenseiche“ einschließlich der Wendeschleife erneuert. Das Material, das aus brandenburgischen Tagebauen stammt, wurde von „Vattenfall“ gesponsert. Die Arbeiten dauerten bis Ende März. Zu Saisonbeginn wurde der Bahnhof „Messe“ in „Stadion der Freundschaft“ umbenannt. Anlässlich des 50. Geburtstags der Pioniereisenbahn komponierte der Cottbusser Kindermusicalschreiber Torsten Karow ein Lied eigens für die Kinder der Parkbahn „Ich fahr so gern mit der Parkeisenbahn“.
Zum 50. Geburtstag der Parkeisenbahn fand das vierte Feldbahntreffen mit internationaler Beteiligung statt. Die Kosten für die Überführung einer Lok mittels Schwerlasttransporter lagen damals bei 350.00 bis 400.000 Euro. 2006 wurden die Weichen zur Bahnhofsein- und -ausfahrt erneuert und ausgetauscht. Mitte Dezember 2008 ging die Lok 01 (Brigadelok) zur Wartung an die Firma Thyssen-Krupp nach Brieske, zu Saisonbeginn 2010 war sie wieder einsatzbereit.
Zum 55. Geburtstag der Pioniereisenbahn wurde 2009 das 5. Feldbahntreffen organisiert.

### 2011 bis 2014
In der Winterpause 2011/12 wurden die offenen Wagen von Grund auf instand gesetzt. Im April erfolgte die Umbenennung des Bahnhofs „Friedenseiche“ in Bahnhof „Park & Schloss Branitz“. Vom Bahnsteig führte ein Weg direkt zum Pücklerpark. Der Bahnhof bekam einen kleinen Außenpark. Der Betrieb ging an die „Congress, Messe& Touristik GmbH“ (CMT) über. Zuvor erneuerte die CMT noch Gleisanlagen am Bahnhof „Zoo“ im Wert von 42.000 Euro. Eine umgebaute Diesellok, die nicht für den Fuhrbetrieb zugelassen ist, wurde als Rangierlok genutzt. Sie wird für Wartungsarbeiten an der Strecke eingesetzt. Am 5. August wurde der fünfmillionste Fahrgast begrüßt.
Im Winter 2012/13 wurde eine Großreparatur an der Diesellok 03 durchgeführt. Das Fahrwerk wurde aufgearbeitet, ein neuer Motor eingebaut und die E-Anlage auf 24 Volt umgerüstet. Sie stand seit 2008 reparaturbedürftig im Depot. 85 Meter der zweiten Gleisanlage am Bahnhof „Zoo“ wurden erneuert. Am Haltepunkt „Messe“ wurden Holzschwellen ausgewechselt. Die Kosten für beide Baustellen betrugen 40.000 Euro. Durch steigende Kosten von Diesel und Strom wurden die Fahrpreise für Erwachsene von drei Euro auf vier Euro angehoben.
Zu Saisonende 2013 wurde die Brigadelok 01 per Tieflader nach Bentdorf in Sachsen-Anhalt zur Kesselgrundinstandsetzung gebracht. Eine Spurkranzschmierung sollte nachgerüstet werden (weniger Verschleiß bei Kurvenfahrten). Die Waldeisenbahn Bad Muskau war an „Graf Arnim“ interessiert. Bis 2014 wurden vom Parkbahnverein 30.000 Euro für die Reparatur gesammelt. Es sollten jedoch mindestens 250.000 Euro sein. Die Waldeisenbahn Bad Muskau bot Unterstützung an, die Lok wäre dann kooperativ genutzt worden. Laut Cottbusverkehr fuhr die Parkeisenbahn in der Saison 2013 trotz des langen Winters ein gutes Ergebnis ein. Es wurden 35.000 Fahrgäste registriert. Der neue Streckenrekord liegt bei 19.300 Kilometer.
Es ist geplant, die Strecke der Pioniereisenbahn bis zum Jahr 2030 zu verlängern. Die Parkbahn soll dann vom Bahnhof „Park und Schloss Branitz“ bis zum Cottbuser Ostsee fahren.

### 2015 bis heute
im Oktober 2021 konnte die Lok 99 3301 wieder in Betrieb genommen werden.

## Galerie

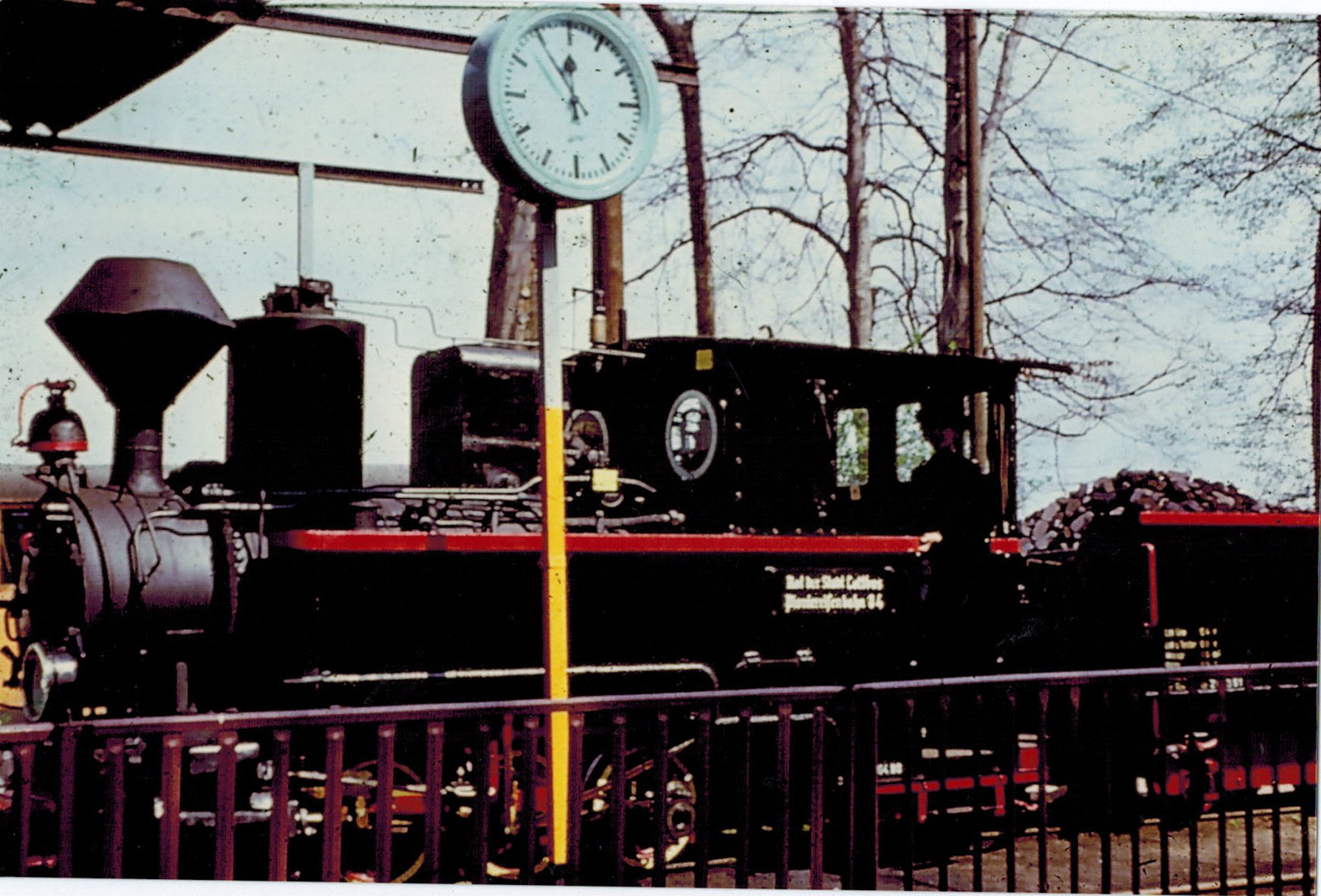
1981: Dampflok 99 3301 (Lok 04)
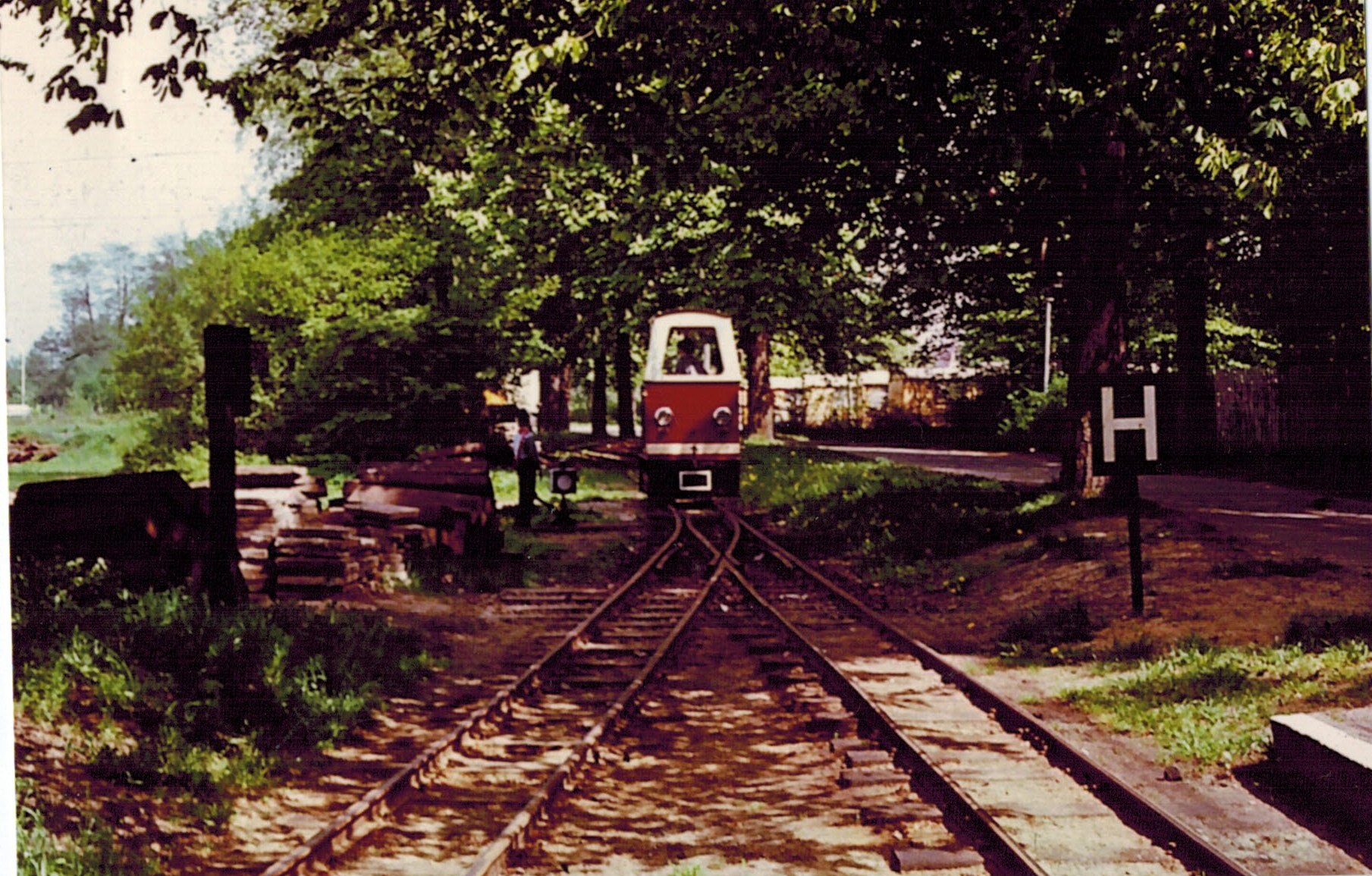
1983: Bahnhof „Freundschaft“
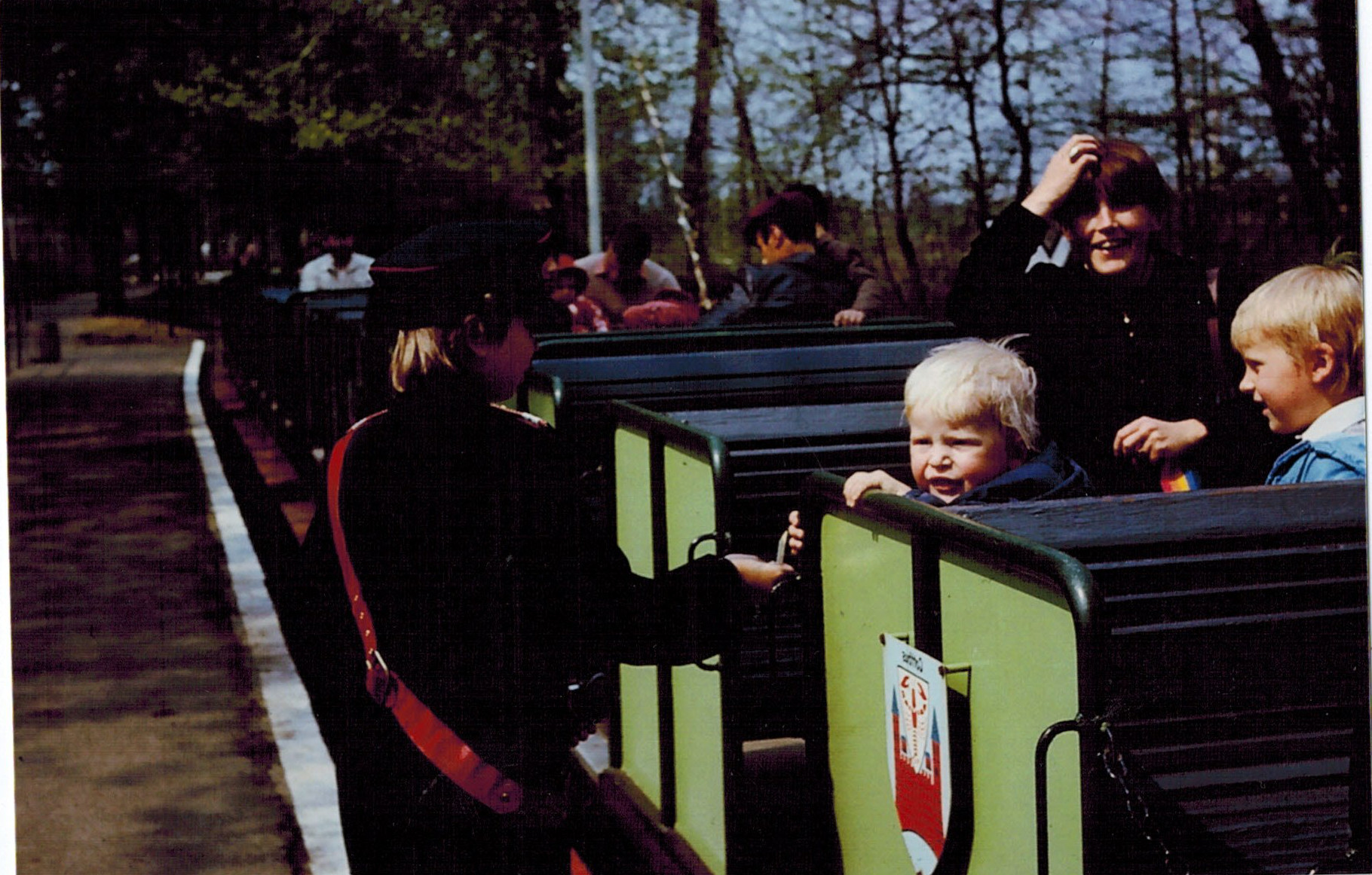
1983: Zugführer bei der Fahrkartenkontrolle